# Johan Hansma
Johan Hansma (Marknesse, 11 juni 1969) is een voormalig centrale verdediger en profvoetballer van FC Zwolle en sc Heerenveen. In de jeugd speelde Hansma lange tijd voor SVM Marknesse in zijn geboorteplaats.

## Carrière
Hansma debuteerde met PEC Zwolle op 20 augustus 1988 in het uitduel met Veendam. Hij speelde zes seizoenen voor PEC/FC Zwolle waarna hij halverwege in het seizoen '93/'94 naar SC Heerenveen verhuisde. Hier speelde hij vervolgens tien seizoenen waarin Hansma onder meer in de Champions League uitkwam. In het seizoen '03/'04 zette Hansma, na veel blessureleed, definitief een punt achter zijn carrière. Dat seizoen kwam hij slechts één duel in actie. In het seizoen '04/'05 heeft Hansma nog een aantal wedstrijden gespeeld voor Flevo Boys.
Met ingang van het voetbalseizoen 2010-2011 werd Hansma technisch manager bij sc Heerenveen, tot oktober 2013 toen hij ontslagen werd. Voordien bekleedde hij er de functie van commercieel manager. In maart 2022 startte hij als technisch manager bij Almere City FC. In februari 2025 werd bekend dat hij per 1 maart 2025 als technisch manager zal aantreden bij zijn eerdere club sc Heerenveen, eerder dan in eerste instantie de bedoeling was. 

### Carrièrestatistieken
| Seizoen         | Club            | Land            | Competitie      | Competitie | Competitie | Beker | Beker | Internationaal | Internationaal | Overig | Overig | Totaal | Totaal |
| Seizoen         | Club            | Land            | Competitie      | Wed.       | Dlp.       | Wed.  | Dlp.  | Wed.           | Dlp.           | Wed.   | Dlp.   | Wed.   | Dlp.   |
| --------------- | --------------- | --------------- | --------------- | ---------- | ---------- | ----- | ----- | -------------- | -------------- | ------ | ------ | ------ | ------ |
| 1988/89         | PEC Zwolle      | Nederland       | Eredivisie      | 21         | 0          | –     | 0     | 0              | 0              | 0      | 0      | 21     | 0      |
| 1989/90         | PEC Zwolle      | Nederland       | Eerste divisie  | 36         | 0          | –     | 0     | 0              | 0              | 0      | 0      | 36     | 0      |
| 1990/91         | FC Zwolle       | Nederland       | Eerste divisie  | 37         | 1          | –     | 0     | 0              | 0              | –      | 0      | 37     | 1      |
| 1991/92         | FC Zwolle       | Nederland       | Eerste divisie  | 28         | 1          | –     | 0     | 0              | 0              | 0      | 0      | 28     | 1      |
| 1992/93         | FC Zwolle       | Nederland       | Eerste divisie  | 28         | 3          | –     | 1     | 0              | 0              | 0      | 0      | 28     | 4      |
| 1993/94         | FC Zwolle       | Nederland       | Eerste divisie  | 19         | 0          | –     | 0     | 0              | 0              | 0      | 0      | 19     | 0      |
| 1993/94         | sc Heerenveen   | Nederland       | Eredivisie      | 6          | 0          | –     | 0     | 0              | 0              | 0      | 0      | 6      | 0      |
| 1994/95         | sc Heerenveen   | Nederland       | Eredivisie      | 15         | 0          | –     | 0     | 0              | 0              | 0      | 0      | 15     | 0      |
| 1995/96         | sc Heerenveen   | Nederland       | Eredivisie      | 31         | 3          | –     | 0     | 0              | 0              | 0      | 0      | 31     | 3      |
| 1996/97         | sc Heerenveen   | Nederland       | Eredivisie      | 31         | 4          | –     | 1     | 0              | 0              | 0      | 0      | 31     | 5      |
| 1997/98         | sc Heerenveen   | Nederland       | Eredivisie      | 29         | 1          | –     | 1     | 0              | 0              | 0      | 0      | 29     | 2      |
| 1998/99         | sc Heerenveen   | Nederland       | Eredivisie      | 31         | 1          | –     | 0     | 0              | 0              | 0      | 0      | 31     | 1      |
| 1999/00         | sc Heerenveen   | Nederland       | Eredivisie      | 29         | 1          | –     | 0     | 0              | 0              | 0      | 0      | 29     | 1      |
| 2000/01         | sc Heerenveen   | Nederland       | Eredivisie      | 28         | 3          | –     | 0     | –              | 0              | 0      | 0      | 28     | 3      |
| 2001/02         | sc Heerenveen   | Nederland       | Eredivisie      | 3          | 0          | –     | 0     | 0              | 0              | 0      | 0      | 3      | 0      |
| 2002/03         | sc Heerenveen   | Nederland       | Eredivisie      | 23         | 2          | –     | 0     | 0              | 0              | 0      | 0      | 23     | 2      |
| 2003/04         | sc Heerenveen   | Nederland       | Eredivisie      | 1          | 0          | –     | 0     | 0              | 0              | 0      | 0      | 1      | 0      |
| Carrière totaal | Carrière totaal | Carrière totaal | Carrière totaal | 396        | 20         | 0     | 3     | 0              | 0              | 0      | 0      | 396    | 23     |